# 1998년 동계 올림픽 케냐 선수단
1998년 동계 올림픽 케냐 선수단은 일본 나가노에서 개최된 1998년 동계 올림픽에 참가한 올림픽 케냐 선수단이다. 크로스컨트리 종목에 1명의 선수가 참가하였다.

## 크로스컨트리
남자
| 선수      | 종목              | 결과    | 결과 |
| 선수      | 종목              | 시간    | 순위 |
| --------- | ----------------- | ------- | ---- |
| 필립 보잇 | 남자 10 km 클래식 | 47:25.5 | 92   |